# روبين آبرو
روبين آبرو (بالإسبانية: Rubén Abreu)‏ هو دراج فنزويلي، ولد في 22 فبراير 1972 في كيوبور ‏ في فنزويلا.

## وصلات خارجية
- روبين آبرو على موقع إحصائيات الدراجات الإحترافية (الإنجليزية)
- روبين آبرو على موقع أوليمبيديا (الإنجليزية)